# Yūji Rokutan
Yūji Rokutan (jap. 六反 勇治 Rokutan Yūji; ur. 10 kwietnia 1987) – japoński piłkarz występujący na pozycji bramkarza. Obecnie występuje w Shimizu S-Pulse.

## Kariera klubowa
Od 2006 roku występował w klubach Avispa Fukuoka, Yokohama F. Marinos, Vegalta Sendai i Shimizu S-Pulse.